# K2-14
K2-14, EPIC 201635569 — одиночная звезда в созвездии Девы. Находится на расстоянии приблизительно 1296 св. лет (около 397 парсек) от Солнца. Визуальная звёздная величина — +16,31m.
Вокруг звезды обращается, как минимум, одна планета.

## Характеристики
K2-14 — красный карлик спектрального класса M0V, или M0, или M1V. Масса — около 0,612 солнечной, радиус — около 0,639 солнечного, светимость — около 0,108 солнечной. Эффективная температура — около 4200 K.

## Планетная система
В 2015 году группой астрономов проекта «Кеплер» было объявлено об открытии планеты K2-14 b.